# El sindicato de policía yiddish
El sindicato de policía yiddish (en inglés: The Yiddish Policemen's Union) es una novela del escritor estadounidense Michael Chabon publicada en 2007. Se trata de una historia de detectives ambientada en un mundo hipotético en el que el Estado de Israel fue destruido en la guerra árabe-israelí de 1948 y donde los judíos europeos fueron acogidos en la ciudad de Sitka, Alaska por parte del gobierno los Estados Unidos.
Los hermanos Coen analizaron realizar una adaptación cinematográfica de la novela, lo cual descartaron posteriormente por falta de tiempo.